# حمله هوایی به اردوگاه پناهندگان الشاطی
در ۹ اکتبر ۲۰۲۳، در جریان جنگ اسرائیل و حماس، نیروهای دفاعی اسرائیل یک حمله هوایی به اردوگاه پناهندگان الشاطی در نوار غزه انجام دادند و چهار مسجد را ویران کردند. به گزارش رسانه‌های فلسطینی، در این حمله افراد داخل آن کشته شدند. این کمپ سومین کمپ بزرگ پناهجویان غزه است که بیش از ۹۰٬۰۰۰ نفر جمعیت دارد. حمله دوم در ۱۲ اکتبر انجام شد که ۱۳ نفر را کشت.ارتش اسرائیل در ۹ اکتبر اعلام کرد که در طول یک شبانه روز بیش از ۵۰۰ حمله به اهدافی در سراسر نوار غزه صورت پذیرفت.

## زمینه
اردوگاه الشاطی در سال ۱۹۴۸ برای حدود ۲۳٬۰۰۰ فلسطینی که در جریان جنگ اعراب و اسرائیل در سال ۱۹۴۸ فرار کردند یا توسط نیروهای اسرائیلی اخراج شدند، تأسیس شد. این شامل یک سیستم فاضلاب، یک مرکز بهداشت و ۲۳ مدرسه (۱۷ ابتدایی و ۶ متوسطه) است. و با مساحت ۰٫۵۲ کیلومتر مربع، تا سال ۲۰۲۳ یکی از پرجمعیت‌ترین مکان‌ها در جهان بود.

## حمله هوایی
پس از حمله حماس به جنوب اسرائیل از نوار غزه، اسرائیل به مناطق مختلف نوار غزه حمله کرد. در حملات هوایی شاطی، چهار مسجد، مسجد الغربی، مسجد یاسین و مسجد السوسی مورد اصابت قرار گرفت. بر اساس تصاویر ماهواره‌ای همه آنها ویران شده‌اند و اخبار محلی گزارش داده‌اند که تعداد نامشخصی از افراد داخل آن کشته شده‌اند. وزارت بهداشت فلسطین این وضعیت را «قتل‌عام» توصیف کرد.همچنین حماس در بیانیه‌ای اعلام کرد: هدف قرار گرفتن گروهی از کودکانی که در اردوگاه الشاطی بازی می‌کردند توسط اشغالگران صهیونیستی، جنایتی هولناک و انحطاط اخلاقی است که فراتر از هر حد و مرز و هنجار است.
بر اساس فایل صوتی که سخنگوی ارتش اسرائیل بین دو تن از ساکنان الشاطی منتشر کرد، حماس از خروج غیرنظامیان از منطقه جلوگیری کرد تا از آنها به عنوان سپر انسانی استفاده کند.